# Арасланова
Арасла́нова (рос. Арасланова) — присілок у складі Щучанського району Курганської області, Росія. Входить до складу Сухоборської сільської ради.
Населення — 136 осіб (2010, 198 у 2002).
Національний склад станом на 2002 рік: башкири — 95 %.